# Championnat des îles Féroé de football 1985
Navigation
1. Deild 1984 1. Deild 1986
La saison 1985 du Championnat des îles Féroé de football était la 44e édition de la première division féroïenne à poule unique, la 1. Deild. Les huit meilleurs clubs du pays jouent les uns contre les autres à deux reprises durant la saison, à domicile et à l'extérieur.
En fin de saison, le dernier du classement est relégué et remplacé par le champion de 2. Deild.
C'est le B68 Toftir, tenant du titre, qui remporte à nouveau le championnat en terminant en tête du classement, avec 2 points d'avance sur le HB Torshavn-KÍ Klaksvík. C'est le 2e titre de champion de l'histoire du B68. Le GI Gota gagne la finale de la Coupe des îles Féroé face au NSI Runavik.
En bas du classement, le IF Fuglafjordur, ne parvient pas à se maintenir parmi l'élite.

## Les clubs participants
- B68 Toftir - Tenant du Titre
- GI Gota
- HB Tórshavn
- IF Fuglafjordur - Promu de 2. Deild
- KÍ Klaksvík
- LIF Leirvik
- NSI Runavik
- TB Tvøroyri

## Compétition

### Classement
Le barème de points servant à établir le classement se décompose ainsi :
- Victoire : 2 points
- Match nul : 1 point
- Défaite : 0 point

| Rang | Équipe              | Pts | J  | G | N | P  | Bp | Bc | Diff |
| ---- | ------------------- | --- | -- | - | - | -- | -- | -- | ---- |
| 1    | B68 Toftir (T)      | 21  | 14 | 8 | 5 | 1  | 19 | 7  | +12  |
| 2    | HB Torshavn         | 19  | 14 | 9 | 1 | 4  | 24 | 15 | +9   |
| 3    | KÍ Klaksvík         | 19  | 14 | 9 | 1 | 4  | 19 | 11 | +8   |
| 4    | LIF Leirvik         | 14  | 14 | 5 | 4 | 5  | 21 | 18 | +3   |
| 5    | GI Gota (C)         | 13  | 14 | 5 | 3 | 6  | 27 | 21 | +6   |
| 6    | NSI Runavik         | 11  | 14 | 4 | 3 | 7  | 13 | 16 | -3   |
| 7    | TB Tvoroyri         | 10  | 14 | 3 | 4 | 7  | 11 | 20 | -9   |
| 8    | IF Fuglafjordur (P) | 5   | 14 | 2 | 1 | 11 | 9  | 35 | -26  |

|  | Vainqueur du championnat 1985                                                                    |
|  | Relégation en 2. Deild                                                                           |
|  | (T) Tenant du titre (C) Vainqueur de la Coupe des îles Féroé (P) Club promu de deuxième division |

### Résultats[n 1]
| Résultats (▼dom., ►ext.) | B68 | GÍG | HB  | ÍF  | KÍ  | LIF | NSÍ | TBT |
| B68 Toftir               |     | 1-1 | 2-0 | 1-0 | 3-0 | 0-0 | 0-0 | 0-0 |
| GI Gota                  | 0-4 |     | 4-1 | 9-0 | 1-4 | 1-2 | 1-3 | 4-0 |
| HB Tórshavn              | 1-2 | 2-1 |     | 2-0 | 1-0 | 0-1 | 5-0 | 2-1 |
| IF Fuglafjordur          | 0-4 | 1-2 | 1-4 |     | 0-1 | 3-1 | 0-1 | 2-0 |
| KÍ Klaksvík              | 0-0 | 2-1 | 1-2 | 3-0 |     | 1-0 | 1-0 | 2-1 |
| LIF Leirvik              | 1-2 | 0-1 | 1-1 | 2-2 | 5-0 |     | 1-3 | 1-1 |
| NSI Runavik              | 0-1 | 0-0 | 1-2 | 4-0 | 0-2 | 1-2 |     | 0-1 |
| TB Tvøroyri              | 4-1 | 1-1 | 0-1 | 1-0 | 0-3 | 2-4 | 0-0 |     |

## Bilan de la saison
| Championnat des îles Féroé de football 1985 |                       |
| Champion                                    | B68 Toftir (2e titre) |
| Coupes et trophées                          |                       |
| Vainqueur de la Coupe des îles Féroé 1985   | GI Gota               |
| Promotions et relégations                   |                       |
| Promus en 1. deild                          | B36 Tórshavn          |
| Relégués en 2. deild                        | IF Fuglafjordur       |